# جنگ تروآ (فیلم)
«جنگ تروآ» (انگلیسی: Trojan War) فیلمی در ژانر کمدی رمانتیک است که در سال ۱۹۹۷ منتشر شد.

## بازیگران
- ویل فریدل
- جنیفر لاو هیوت
- مارلی شلتن
- اریک بالفور
- جیسون مارسدن
- دنی مسترسون
- جان فین
- وندی مالیک
- لی میجرز
- شارلوت آیانا